# To Your Eternity
To Your Eternity (不滅のあなたへ?, Fumetsu no anata e, lett. "A te, l'immortale") è un manga shōnen scritto e disegnato da Yoshitoki Ōima, pubblicato dal 9 novembre 2016 al 4 giugno 2025 su Weekly Shōnen Magazine di Kōdansha. Il 12 agosto 2025 è stato pubblicato il venticinquesimo volume tankōbon. La storia segue un essere immortale il cui obiettivo è quello di conoscere il mondo.
Un adattamento televisivo anime è stato trasmesso dal 12 aprile al 30 agosto 2021 su NHK Educational TV. Una seconda stagione è andata in onda dal 23 ottobre 2022 al 12 marzo 2023. Una terza stagione è prevista per il 4 ottobre 2025.

## Trama
Un misterioso essere immortale viene inviato sulla Terra senza emozioni né identità. Tuttavia, è in grado di prendere la forma di quelli che hanno un forte impulso (impetus). All'inizio all'essere è data la forma di una sfera. In seguito assume la forma di una roccia. In seguito prende la forma del muschio cresciuto sopra di lui. Quando un lupo solitario, giunto zoppicando alla pietra su cui l'essere cresce come muschio, muore lì accanto, l'essere ne assume la forma. Finalmente l'essere ottiene la consapevolezza di essere vivo e inizia a percorrere la tundra vuota finché incontra un ragazzo, che era il padrone del lupo morto e lo accoglie come fosse il suo vecchio animale, inconsapevole del fatto che in realtà quest'ultimo è morto di stenti e la sua forma è stata presa dall'essere.
Il ragazzo vive da solo in una città fantasma, che gli adulti abbandonarono molto tempo fa alla ricerca del paradiso che si dice esista ben oltre l'infinito mare di tundra bianca. Tuttavia, i loro sforzi erano inutili, e ora il ragazzo, che era stato lasciato indietro per prendersi cura degli anziani del villaggio (ormai tutti morti), si trova in uno stato critico. Dopo un disperato tentativo di raggiungere gli adulti attraverso la tundra, ritorna nel villaggio gravemente ferito alla gamba. Quando il ragazzo muore, l'essere ne acquisisce la forma e parte per un viaggio senza fine, alla ricerca di nuove esperienze, luoghi e persone.
Dopo numerose morti del suo corpo fisico, che viene però rigenerato ogni volta, l'essere viene trovato in una palude da March, una bambina che sogna di diventare una madre premurosa, scelta come sacrificio per placare l'Orso Demone venerato dalla tradizione. Lei battezza il ragazzo "Fushi" e ne diventa amica, insegnandogli come mangiare e diventare meno selvaggio.

## Personaggi
Fushi (フシ?)
Doppiato da: Reiji Kawashima (ed. giapponese), Dario Sansalone (ed. italiana)
È una creatura immortale e di natura ignota. Per volontà di chi l'ha creato e l'ha posto sulla Terra, quando essa muore ritorna in vita. È capace di assumere le sembianze di esseri viventi che ha conosciuto e che gli hanno fatto conoscere un nuovo stimolo di vita, ma solo dopo che questi muoiono. È capace inoltre di plasmare in enormi quantità gli oggetti che ha potuto toccare.
L'aspetto principale di Fushi, nonché il primo da essere umano che ottiene, è quello dell'ultimo abitante di un villaggio di eschimesi, un ragazzo adolescente che ha vissuto con il suo lupo Johann (anch'esso ereditato da Fushi) sognando di rincontrare la sua tribù.
Osservatore (観察者?, Kansatsu-sha)
Doppiato da: Kenjirō Tsuda (ed. giapponese), Patrizio Prata (ed. italiana)
È il creatore di Fushi. Appare sporadicamente a lui per spiegargli la sua missione, ossia acquisire memorie, sconfiggere i knocker, e guidarlo.
March (マーチ?, Māchi)
Doppiata da: Rie Hikisaka (ed. giapponese), Veronica Cuscusa (ed. italiana)
Una bambina della tribù Nai, nella regione di Ninanna, che è stata scelta come sacrificio al venerato Orso Demone. March è la prima persona a conoscere Fushi e a trattarlo come un suo simile, gli insegna a nutrirsi, gli dà un nome e si considera la sua mamma adottiva, fino a quando muore trafitta da una freccia.
Parona (パロナ?)
Doppiata da: Aya Uchida (ed. giapponese), Laura Cherubelli (ed. italiana)
È una ragazza di Ninanna rimasta senza una famiglia. Parona è amica di March e quando la bambina viene scelta per essere sacrificata la aiuta a scappare.
Pioran (ピオラン?)
Doppiata da: Rikako Aikawa (ed. giapponese), Patrizia Scianca (ed. italiana)
È un'anziana criminale che viene spacciata per una guaritrice dai soldati di Yanome. Dopo l'incidente dell'Orso Demone insegna a Fushi a comunicare e a scrivere.
Hayase (ハヤセ?)
Doppiata da: Mitsuki Saiga (ed. giapponese), Debora Morese (ed. italiana)
Una ragazza del paese di Yanome interessata ai poteri di Fushi fin dalla prima volta che lo ha visto. Avvalendosi del suo grado militare cerca in ogni modo di catturarlo per avere un figlio da lui.
Gugu (グーグー?, Gūgū)
Doppiato da: Ryōko Shiraishi (bambino), Taku Yashiro (ragazzo) (ed. giapponese), Annalisa Longo (bambino) (ed. italiana), Sebastiano Tamburrini (ragazzo) (ed. italiana)
Un ragazzo rimasto con il volto sfigurato dopo un incidente in cui ha salvato la vita a Rean, la ragazza di cui è innamorato. Indossa sempre una maschera di legno che gli nasconde il viso ma nonostante questo è isolato da tutti e viene definito un mostro. È la prima persona con cui Fushi fa amicizia. Tratta Fushi come un fratello minore e lo salva dal secondo knocker. Nel suo stomaco è conservato dell'alcol che gli permette di sputare fiamme e combattere. Muore salvando Rin dal terzo knocker.
Rean (リーン?, Rīn)
Doppiata da: Manaka Iwami (ed. giapponese), Sabrina Bonfitto (ed. italiana)
È una giovane rampolla di una ricca famiglia che, essendo insoddisfatta della sua vita, ha l'abitudine di scappare di casa. Fa amicizia con Gugu e va a vivere nella bottega del vecchio distillatore. Si sarebbe sposata con Gugu se questi non fosse morto per salvarla.
Shin (シン?)
Doppiato da: Atsushi Abe (ed. giapponese), Alessio Talamo (ed. italiana)
È il fratello maggiore di Gugu nonché il suo unico parente. Volendo lasciare al più presto la misera vita che conduceva, tradisce Gugu e assorbe tutti i risparmi che avevano accumulato insieme per poi scappare con i suoi amici. Dopo l'incidente al suo volto, Gugu lo trova morente in un vicolo e sceglie di salvarlo regalandogli l'anello di Rean. Anni dopo, Shin viene a sapere che Gugu si è ricostruito una vita e va a proporgli di tornare a stare insieme, ma non viene accettato.
Vecchio distillatore (酒爺?, Sake Jī)
Doppiato da: Kentarō Tone (ed. giapponese), Oliviero Corbetta (ed. italiana)
Un anziano che gestisce un negozio di alcolici, è stato il compagno di vita di Pioran. Dopo l'incidente di Gugu, ha soccorso il ragazzo e lo ha accolto in casa sua quando tutti lo ripudiavano, ma in un momento di follia non ha resistito a modificargli il corpo per conservarvi dell'alcol e provare a ottenere un prodotto di lusso.
Tonari (トナリ?)
Doppiata da: Eri Inagawa (ed. giapponese), Valentina Pallavicino (ed. italiana)
Una ragazza che lavora per una banda di schiavisti e che aiuta nel rapimento di Fushi e Pioran. Dopo averlo conosciuto, fa amicizia con Fushi nell'isola di Jananda, della quale diventa il capo. Crescendo si allena a resistere ai veleni per donare questa capacità a Fushi quando sarà morta.
Hisame (ヒサメ?)
Doppiata da: Tomori Kusunoki (ed. giapponese), Ludovica Cuppari (ed. italiana)
È la nipote di Hayase nonché sua reincarnazione. Fonda il corpo dei protettori, un movimento votato a Fushi che ha il compito di venerarlo e aiutarlo nella sua lotta contro i knocker. Possiede un knocker nel suo braccio sinistro da cui si rifiuta di separarsi e lo tramanderà alle sue discendenti.
Kahaku (カハク?)
Doppiato da: Mitsuki Saiga (ed. giapponese), Ezio Vivolo (ed. italiana)
L'erede di Hayase della sesta generazione, il primo ragazzo a diventare capo del corpo dei protettori. Si innamora di Fushi, con l'aspetto di Parona.
Bonchien Nicoli La Tasty Peach Uralis (ボンシェン ニコリ ラ テイスティピーチ ウラリス?, Bonshen Nikori Ra Teisutipīchi Urarisu)
Doppiato da: Takehito Koyasu (ed. giapponese), Matteo De Mojana (ed. italiana)
Il principe secondogenito del regno di Uralis, infantile e stravagante. È in grado di comunicare con gli spiriti delle persone morte, invisibili alle altre persone che lo credono tocco.

## Media

### Manga
Il primo capitolo di To Your Eternity e di Yoshitoki Ōima è stato pubblicato il 9 novembre 2016 sul numero 50 della rivista di manga shōnen Weekly Shōnen Magazine, edita da Kōdansha. Il manga era stato annunciato il 23 maggio 2016. Questa è la seconda serie di Yoshitoki Ōima a essere pubblicata sul Weekly Shōnen Magazine dopo A Silent Voice.
Il primo arco narrativo del manga ha avuto termine il 4 dicembre 2019, mentre il secondo ha avuto inizio il 22 gennaio 2020. La serie si è conclusa il 4 giugno 2025 e presenta un totale di 25 volumi.
In Italia la serie viene pubblicata da Star Comics sotto l'etichetta Starlight dal 17 aprile 2019. La traduzione dei testi è curata da Rie Zushi, mentre l'adattamento è realizzato da Sabrina Daviddi.

#### Volumi
| 1  | 17 gennaio 2017 | ISBN 978-4-06-395842-3                                                      | 17 aprile 2019    | ISBN 978-88-226-1314-1 |
| 1  | Capitoli - 1. L'ultimo individuo (最後のひとり?, Saigo no hitori) - 2. Una ragazza poco obbediente (おとなしくない少女?, Otonashikunai shōjō) - 3. Giocare a mamma e figlio (ままごと?, Mamagoto) - 4. Una piccola evoluzione (小さな進化?, Chīsana shinka) |                                                                             |                   |                        |
| 2  | 17 marzo 2017 | ISBN 978-4-06-395887-4                                                      | 15 maggio 2019    | ISBN 978-88-226-1443-8 |
| 2  | Capitoli - 5. Il viaggio dei ricordi (追想の旅路?, Tsuisō no tabiji) - 6. Yanome, il paese in cui si vive bene (住みよい国ヤノメ?, Sumi yoi kuni Yanome) - 7. Sembianze enormi (大きな器?, Ōkina utsuwa) - 8. Piano di fuga (解放計画?, Kaihō keikaku) - 9. Una morte significativa (意味ある死?, Imi aru shi) - 10. Giocare con le bambole (にんぎょう遊び?, Ningyō asobi) - 11. Qualcuno con cui viaggiare (共にゆく人?, Tomoni yuku hito) - 12. Chi raccoglie e chi ruba (集める者、奪う者?, Atsumeru mono, ubau mono) - 13. Il nostro obiettivo (私達の目的?, Watashitachi no mokuteki) |                                                                             |                   |                        |
| 3  | 16 giugno 2017 | ISBN 978-4-06-395955-0                                                      | 17 luglio 2019    | ISBN 978-88-226-1460-5 |
| 3  | Capitoli - 14. Un ragazzo che vuole cambiare (変わりたい少年?, Kawaritai shōnen) - 15. Due "mostri" (二人の“怪物”?, Futari no “kaibutsu”) - 16. La cavia (実験台?, Jikken-dai) - 17. Ciò che ha abbandonato (手放したもの?, Tebanashita mono) - 18. Una nuova vita (新しい人生?, Atarashī jinsei) - 19. Ricordi ancestrali (深い記憶?, Fukai kioku) - 20. L'aspetto da umano e quello da mostro (人間と“怪物”の外側?, Ningen to “kaibutsu” no sotogawa) - 21. L'incontro prima del ritorno a casa (帰宅前の遭遇?, Kitaku mae no sōgū) - 22. Fratelli in battaglia (兄弟達の戦い?, Kyōdai-tachi no tatakai) - 23. Il fuoco ottenuto dal sacrificio (対価の火?, Taika no hi) - 24. Una nuova famiglia (新しい家族?, Atarashī kazoku) |                                                                             |                   |                        |
| 4  | 15 settembre 2017 | ISBN 978-4-06-510189-6                                                      | 18 settembre 2019 | ISBN 978-88-226-1520-6 |
| 4  | Capitoli - 25. Una strada tortuosa (まがりみち?, Magari-michi) - 26. Il bivio (わかれみち?, Wakare-michi) - 27. Un dono dal passato (過去からの贈り物?, Kako kara no okurimono) - 28. L'enorme essere di pietra che spacca la terra (大地割る巨石?, Daichi waru kyoseki) - 29. La fine della maschera (仮面の最期?, Kamen no saigo) - 30. La famiglia sulla collina (丘の上の一家?, Oka no ue no ikka) - 31. Il risveglio (目覚め?, Mezame) - 32. Il viaggio delle perplessità (惑う旅路?, Madou tabiji) - 33. La volontà di migliorarsi (高みへの意志?, Takami e no ishi) - 34. Un luogo di morte inaccessibile (閉ざされた死地?, Tozasareta shichi)                                                                              |                                                                             |                   |                        |
| 5  | 11 novembre 2017 | ISBN 978-4-06-510385-2                                                      | 20 novembre 2019  | ISBN 978-88-226-1620-3 |
| 5  | Capitoli - 35. La ragazza che tesse una storia (紡ぐ少女?, Tsumugu shōjo) - 36. Jananda, l'isola della libertà (自由の島・ジャナンダ?, Jiyū no shima・Jananda) - 37. Una nuova forma (新しい型?, Atarashī kata) - 38. Domande (問い?, Toi) - 39. Un guerriero orgoglioso (誇り高い戦士?, Hokori takai senshi) - 40. La ragazza chiamata Tonari (トナリという少女?, Tonari to iu shōjo) - 41. Una nuova forza (新しい力?, Atarashī chikara) - 42. I sogni dei ragazzi (子供たちの夢?, Kodomo-tachi no yume) - 43. La mittente del regalo (プレゼントの贈り主?, Purezento no okurinushi) - 44. Colei che precorre i tempi (先覚者?, Senkaku-sha)                                                                                     |                                                                             |                   |                        |
| 6  | 16 febbraio 2018 | ISBN 978-4-06-510963-2                                                      | 22 gennaio 2020   | ISBN 978-88-226-1691-3 |
| 6  | Capitoli - 45. La separazione (分離?, Bunri) - 46. La partenza via nave (船出?, Funade) - 47. Aspettando l'alba (夜明けに向けて?, Yoake ni mukete) - 48. Dopo la selezione (選定の先?, Sentei no saki) - 49. Andare avanti (進み行くために?, Susumi iku tame ni) - 50. L'assassina errante (さまよう殺意?, Samayō satsui) - 51. Il fuoco dell'addio (訣別の火?, Ketsubetsu no hi) - 52. Partire sperando di rincontrarsi (再会への旅立ち?, Saikai e no tabidachi) - 53. Il terzo sorgere del sole (三度目の日の出?, Mitabime no hinode) - 54. Riverbero (残響?, Zankyō) |                                                                             |                   |                        |
| 7  | 15 giugno 2018 | ISBN 978-4-06-511410-0                                                      | 20 maggio 2020    | ISBN 978-88-226-1787-3 |
| 7  | Capitoli - 55. Giorni noiosi (退屈な日々?, Taikutsuna hibi) - 56. Un attaccamento già visto (転生する愛執?, Tensei suru aishū) - 57. Un apprendimento doloroso (毒となる教え?, Doku to naru oshie) - 58. Una mano sinistra in cerca di vendetta (仇なす左手?, Adanasu hidarite) - 59. Le ultime vibranti volontà (鼓動する遺言?, Kodō suru yuigon) - 60. Il desiderio tanto agognato (宿願の行き先?, Shukugan no ikisaki) - 61. I compagni (同朋?, Dōhō) - 62. L'individuo tanto atteso (待ち望まれた者?, Machinozoma reta mono) - 63. Un principe bizzarro (愉快な王子?, Yukaina ōji) - 64. Un giovane capace di vedere (視える青年?, Mi eru seinen)                                                                              |                                                                             |                   |                        |
| 8  | 14 settembre 2018 | ISBN 978-4-06-512231-0                                                      | 15 luglio 2020    | ISBN 978-88-226-1879-5 |
| 8  | Capitoli - 65. Un'accoglienza calorosa (歓待?, Kantai) - 66. La vita al castello (城での生活?, Shiro de no seikatsu) - 67. La spedizione del santo (聖者の遠征?, Seija no ensei) - 68. Agitazione (転動?, Utate dō) - 69. Un giuramento silenzioso (無言の誓い?, Mugon no chikai) - 70. Il percorso della fortuna (幸運のゆくえ?, Kōun no yukue) - 71. Gli eretici (異端の徒?, Itan no to) - 72. Una scintilla di speranza (希望の閃輝?, Kibō no senki) - 73. La bilancia di uno sciocco (愚者の秤?, Gusha no hakari) - 74. Una grande forza di volontà (肉の意志?, Niku no ishi) |                                                                             |                   |                        |
| 9  | 17 dicembre 2018 | ISBN 978-4-06-513396-5                                                      | 16 settembre 2020 | ISBN 978-88-226-1964-8 |
| 9  | Capitoli - 75. La punizione e il perdono (罰とゆるし?, Batsu to yurushi) - 76. Oltre il sogno (夢の先?, Yume no saki) - 77. Fantasia e realtà (仮想と現?, Kasō to gen) - 78. Il velo infranto (剥がされたとばり?, Hagasa reta to bari) - 79. Le fiamme nere della guerra (黒い戦火?, Kuroi senka) - 80. Un nemico inimmaginabile (底知れぬ敵?, Sokoshirenu teki) - 81. Ampliare le proprie percezioni (拡がる意識?, Hirogaru ishiki) - 82. Scommettere sul futuro (未来への賭け?, Mirai e no kake) - 83. Il dominio (支配?, Shihai) - 84. Simpatia (共鳴?, Kyōmei) |                                                                             |                   |                        |
| 10 | 17 aprile 2019 | ISBN 978-4-06-514449-7                                                      | 18 novembre 2020  | ISBN 978-88-226-2015-6 |
| 10 | Capitoli - 85. Una nuova sfera di competenza (新領域へ?, Shinryōiki e) - 86. Selezione di anime (魂の選別?, Tamashii no senbetsu) - 87. Il valore della carne (肉の価値?, Niku no kachi) - 88. I requisiti di un soldato (兵士としての資格?, Heishi toshite no shikaku) - 89. Ciò che il velo nasconde (ベールが秘めるもの?, Bēru ga himeru mono) - 90. La dedizione che riecheggia nei canali sotterranei (暗渠に響く献身?, Ankyo ni hibiku kenshin) - 91. La vera natura del saggio (賢者の正体?, Kenja no shōtai) - 92. La fiducia messa in gioco (賭けられた信望?, Kakerareta shinbō) - 93. Dove è diretta la nave (船の行く末?, Fune no yukusue) - 94. La mattina della rigenerazione (再生の朝?, Saisei no asa)              |                                                                             |                   |                        |
| 11 | 16 agosto 2019 | ISBN 978-4-06-515316-1                                                      | 20 gennaio 2021   | ISBN 978-88-226-2113-9 |
| 11 | Capitoli - 95. Controllo assoluto del territorio (絶対の領域?, Zettai no ryōiki) - 96. Ciò che logora (蝕む者?, Mushibamu mono) - 97. Logorare il proprio io (摩耗する自我?, Mamō suru jiga) - 98. I tre guerrieri (三人の戦士?, San'nin no senshi) - 99. I ricordi dei frammenti di carne (肉片の記憶?, Nikuhen no kioku) - 100. L'armata degli immortali (不滅の軍団?, Fumetsu no gundan) - 101. La corda della vita (命の綱?, Inochi no tsuna) - 102. Oltrepassare il limite (越えられた一線?, Koe rareta issen) - 103. Ciò che lui vuole proteggere (守りたいもの?, Mamoritaimono) - 104. Questo (これ?, Kore) - 105. Il sole del tramonto (落陽?, Rakuyō) - 106. La morte dell'immortale (不死身の死?, Fujimi no shi)         |                                                                             |                   |                        |
| 12 | 17 gennaio 2020 | ISBN 978-4-06-517663-4                                                      | 17 marzo 2021     | ISBN 978-88-226-2167-2 |
| 12 | Capitoli - 107. La battaglia di una madre (母の戦い?, Haha no tatakai) - 108. Grembo materno (胎道?, Taidō) - 109. Una culla vuota (虚ろなゆりかご?, Utsurona yuri kago) - 110. Un involucro equivalente (器の対価?, Utsuwa no taika) - 111. L'aurora (黎明?, Reimei) - 112. E poi il sorgere del sole (そして日の出へ?, Soshite hinode e) - 113. Ribaltare la situazione (逆回転?, Gyaku kaiten) - 114. Un semidio e una zona polverosa (塵と半神?, Chiri to hanshin) - 115. Il banchetto dei risorti (復活者の宴?, Fukkatsu-sha no utage) - 116. La fine di un'era (時代の終わり?, Jidai no owari) |                                                                             |                   |                        |
| 13 | 17 luglio 2020 | ISBN 978-4-06-519308-2 (ed. regolare) ISBN 978-4-06-520648-5 (ed. limitata) | 19 maggio 2021    | ISBN 978-88-226-2285-3 |
| 13 | Capitoli - 117. Un mondo pacifico (穏やかなる世?, Odayakanaru yo) - 118. Le redini (手綱?, Tadzuna) - 119. Un nuovo incontro (あたらしいであい?, Atarashī deai) - 120. Il futuro di un essere fuori dal comune (いぶんしのゆくえ?, Ibunshi no yukue) - 121. La dimora da raggiungere (いたるすみか?, Itaru sumika) - 122. Ciò che unisce i cuori (こころのむすびめ?, Kokoro no musubi-me) - 123. La guida (みちしるべ?, Michi shiru be) - 124. Mizuha (みずは?, Mizu wa) |                                                                             |                   |                        |
| 14 | 17 dicembre 2020 | ISBN 978-4-06-521479-4                                                      | 14 luglio 2021    | ISBN 978-88-226-2423-9 |
| 14 | Capitoli - 125. La base segreta (ひみつきち?, Himitsu kichi) - 126. La persona scomparsa (いなくなったひと?, Inaku natta hito) - 127. Il luogo in cui lui si trova (かれのいるばしょ?, Kare no iru ba sho) - 128. Il seguito della battaglia (たたかいのつづき?, Tatakai no tsudzuki) - 129. Parole che non arrivano (とどかぬことば?, Todokanu kotoba) - 130. La prova della pace (へいわのしょうめい?, Heiwa no shōmei) - 131. La pace (へいわとともに?, Heiwa to tomoni) - 132. Contratto d'amore (あいのけいやく?, Ai no keiyaku) |                                                                             |                   |                        |
| 15 | 15 aprile 2021 | ISBN 978-4-06-522887-6                                                      | 15 settembre 2021 | ISBN 978-88-226-2557-1 |
| 15 | Capitoli - 133. La cronaca di Hirotoshi (きろく：ひろとし?, Kiroku: Hirotoshi) - 134. L'assalto (しゅうげき?, Shūgeki) - 135. Grattacapi (やっかいごと?, Yakkai-goto) - 136. Una vita rifiutata (こばむいのち?, Kobamu inochi) - 137. Il diritto di scegliere (せんたくけん?, Sentaku-ken) - 138. La dimora del nemico (てきのすみか?, Teki no sumika) |                                                                             |                   |                        |
| 16 | 17 agosto 2021 | ISBN 978-4-06-524555-2                                                      | 19 gennaio 2022   | ISBN 978-88-226-2939-5 |
| 16 | Capitoli - 139. Riappacificazione (なかなおり?, Nakanaori) - 140. Fingere di essere umana (ひとのふり?, Hito no furi) - 141. La loro casa (かれらのいえ?, Kare ra no ie) - 142. Sogni che scorrono (かけていくゆめ?, Kake te iku yume) - 143. Legati alla terra (むすぶつち?, Musubutsu chi) - 144. Un insetto volante (とぶむし?, Tobu mushi) - 145. Il ficcanaso (せわやき?, Sewa yaki) - 146. Il primo posto (いちばん?, Ichiban) |                                                                             |                   |                        |
| 17 | 17 febbraio 2022 | ISBN 978-4-06-526901-5                                                      | 19 ottobre 2022   | ISBN 978-88-226-3465-8 |
| 17 | Capitoli - 147. Tornare al presente (いまにかえる?, Ima ni kaeru) - 148. Un luogo in cui stare (いるべきばしょ?, Irubeki basho) - 149. Seguire la propria strada (みちなり?, Michinari) - 150. Rendersi indipendente (ひとりだち?, Hitorida chi) - 151. Ciò che lega le persone (つなぐもの?, Tsunagu mono) - 152. Qualcosa di grottesco (いぎょうのもの?, Igyou no mono) - 153. Una battaglia inivisibile (みえぬたたかい?, Mienu tatakai) |                                                                             |                   |                        |
| 18 | 16 settembre 2022 | ISBN 978-4-06-529131-3                                                      | 17 maggio 2023    | ISBN 978-88-226-4041-3 |
| 18 | Capitoli - 154. Le frecce unite (つどうゆみや?, Tsudō yumiya) - 155. Credere con tutto il cuore (しんじるこころ?, Shinjiru kokoro) - 156. Acqua pulita (きれいなみず?, Kireina mizu) - 157. La pulizia (しんようのあとかたづけ?, Shin-yō no ato katadzuke) - 158. La casa della speranza (きぼうのいえ?, Kibō no ie) |                                                                             |                   |                        |
| 19 | 17 febbraio 2023 | ISBN 978-4-06-530626-0                                                      | 20 settembre 2023 | ISBN 978-88-226-4237-0 |
| 19 | Capitoli - 159. Testimonianza di pace (へいわのあかし?, Heiwa no akashi) - 160. Coesistenza (きょうぞん?, Kyōzon) - 161. Indipendenza (じりつ?, Jiritsu) - 162. Rimanere qui (このままここで?, Kono mama koko de) - 163. Colei che è rinata (うまれたもの?, Uma reta mono) - 164. Per Fushi (フシへ?, Fushi e) - 165. Un nuovo tempo (新しい時?, Atarashī toki) |                                                                             |                   |                        |
| 20 | 17 agosto 2023 | ISBN 978-4-06-532192-8                                                      | 20 febbraio 2024  | ISBN 978-88-226-4534-0 |
| 20 | Capitoli - 166. L'era dei desideri (願いの時代?, Negai no jidai) - 167. La via per realizzare i sogni (夢への道?, Yume e no michi) - 168. Le possibilità di una bambola (人形の可能性?, Ningyō no kanōsei) - 169. La scelta umana (人の選択?, Hito no sentaku) - 170. Operazione di recupero (回収作戦?, Kaishū sakusen) - 171. Dove dirigere la forza (力の行き先?, Chikara no ikisaki) |                                                                             |                   |                        |
| 21 | 17 gennaio 2024 | ISBN 978-4-06-534185-8                                                      | 3 settembre 2024  | ISBN 978-88-226-5039-9 |
| 21 | Capitoli - 172. Utopia (理想郷?, Risōkyō) - 173. Accerchiamento (囲い罠?, Kakoi wana) - 174. Il segreto della bambola (人形の秘密？?, Ningyō no himitsu?) - 175. Tattica perfetta (完璧な作戦?, Kanpekina sakusen) - 176. Le sue intenzioni - Parte 1 (彼の思惑?, Kare no omowaku) - 177. Le sue intenzioni - Parte 2 (彼の思惑 下?, Kare no omowaku ka) - 178. La fuga (逃避行?, Tōhikō) |                                                                             |                   |                        |
| 22 | 17 giugno 2024 | ISBN 978-4-06-535784-2                                                      | 18 febbraio 2025  | ISBN 978-88-226-5438-0 |
| 22 | Capitoli - 179. Il ragazzo mancante (欠けた少年?, Kaketa shōnen) - 180. L'amore che ti cattura (捕らえる愛?, Toraeru ai) - 181. Inganni reciproci (化かし合い?, Bakashi ai) - 182. Il piano del granchio (カニ計画?, Kani keikaku) - 183. Anton Day (アントン・デイ?, Anton Dei) - 184. Segreti nei segreti (秘密の内側?, Himitsu no uchigawa) |                                                                             |                   |                        |
| 23 | 15 novembre 2024 | ISBN 978-4-06-537434-4                                                      | 15 luglio 2025    | ISBN 978-88-226-5835-7 |
| 23 | Capitoli - 185. Seguendo le radici (根を辿って?, Ne o tadotte) - 186. Un morto vivente - parte 1 (生きる死人?, Ikiru shibito) - 187. Un morto vivente - parte 2 (生きる死人 2?, Ikiru shibito 2) - 188. Un morto vivente - parte 3 (生きる死人 3?, Ikiru shibito 3) |                                                                             |                   |                        |
| 24 | 16 aprile 2025 | ISBN 978-4-06-539095-5                                                      | —                 | —                      |
| 24 | Capitoli - 189. (人形の正体?, Ningyō no shōtai) - 190. (彼女のはなし?, Kanojo no hanashi) - 191. (なんのため？ だれのため？?, Nan no tame? Dare no tame?) - 192. (存り処を求めて?, Sonri tokoro o motomete) - 193. (知ってほしかったこと?, Shitte hoshikatta koto) - 194. (ノノと試練?, Nono to shiren) - 195. (―――?) |                                                                             |                   |                        |
| 25 | 12 agosto 2025 | ISBN 978-4-06-540005-0                                                      | —                 | —                      |
| 25 | Capitoli - 196. (目覚める本心?, Mezameru honshin) - 197. (落花?, Rakka) - 198. (決断?, Ketsudan) - 199. (白の世界?, Shiro no sekai) - 200. (ふたりの還る場所?, Futari no kaeru basho) - 201. (最初のひとり?, Saisho no hitori) |                                                                             |                   |                        |

### Anime

Logo della serie

L'8 gennaio 2020 la casa editrice Kōdansha annunciò che il manga avrebbe ricevuto un adattamento televisivo anime. La serie, originariamente prevista per l'ottobre del 2020, è stata trasmessa dal 12 aprile al 30 agosto 2021 su NHK Educational TV. La sigla d'apertura è PINK BLOOD di Hikaru Utada mentre quella di chiusura è Mediator di Masashi Hamauzu.
Una seconda stagione è stata annunciata nell'ultimo episodio della prima. Drive sostituisce Brain's Base come studio d'animazione mentre Kiyoko Sayama prende il posto di Masahiko Murata come regista. Il resto dei membri dello staff sono tornati a ricoprire i medesimi ruoli della prima stagione. È stata trasmessa dal 23 ottobre 2022 al 12 aprile 2023. La sigla d'apertura è nuovamente PINK BLOOD di Hikaru Utada, già utilizzata nella prima stagione, mentre quella di chiusura è Roots di Masashi Hamauzu.
Una terza stagione è stata annunciata nell'ultimo episodio della seconda. Studio Massket si unirà a Drive per animare la terza stagione, con Sōta Yokote alla regia, Sayama che torna dalla seconda stagione come direttore capo e il resto dello staff e del cast che riprenderanno i loro ruoli. La trasmissione è prevista per il 4 ottobre 2025.
I diritti di distribuzione al di fuori dell'Asia sono stati acquistati da Crunchyroll, che ha pubblicato la serie in vari Paesi del mondo, tra cui l'Italia. Il 2 febbraio 2023 è stato annunciato il doppiaggio italiano, che è stato pubblicato sulla piattaforma dal 22 febbraio 2023 al 7 ottobre 2024. Il doppiaggio italiano è curato da Lylo Italy di Milano sotto la direzione di Renata Bertolas. L'adattamento dei dialoghi dell'edizione italiana di alcuni episodi è stato svolto da Marta Ponti.

#### Episodi

##### Prima stagione
| Nº serie | Nº      | Titolo italiano Giapponese 「Kanji」 - Rōmaji | In onda        | In onda          |
| Nº serie | Nº      | Titolo italiano Giapponese 「Kanji」 - Rōmaji | Giapponese     | Italiano         |
| 1        | 1       | L'ultimo individuo 「最後のひとり」 - Saigo no hitori | 12 aprile 2021 | 22 febbraio 2023 |
| 1        | 1       | Una forza di volontà sconosciuta pone sulla terra una sfera capace di assumere le sembianze di ciò che la stimola. La sfera prende l'aspetto di un sasso, poi quello di un lupo morente caduto sopra di essa, e dopo aver ripreso a vivere al posto suo trova la casa del padrone del lupo, un ragazzo eschimese che non si accorge del nuovo corpo del suo amico Johann. Il ragazzo è l'ultimo sopravvissuto del suo villaggio siccome gli anziani che accudiva sono venuti a mancare, quindi decide di seguire gli altri abitanti nel loro viaggio verso un paese caldo leggendo le indicazioni che lasciarono sulle rocce. Dopo molti giorni di cammino il ragazzo si ferisce a una gamba cadendo in un fiume e trova i resti di una carovana travolta da una tormenta di neve; scoraggiato, torna al suo villaggio promettendosi di riprendere la strada quando sarà guarito. Il ragazzo però peggiora le sue condizioni fino a morire e il nuovo Johann, quasi a voler esaudire il suo ultimo desiderio di ricordarlo sempre, prende le sembianze del padrone e ricomincia il suo viaggio.                        |                |                  |
| 2        | 2       | Una bambina poco obbediente 「おとなしくない少女」 - Otonashikunai shōjō | 19 aprile 2021 | 28 febbraio 2023 |
| 2        | 2       | Nella regione di Ninanna è tradizione offrire ogni anno in sacrificio una bambina al venerato Orso Demone per garantire la sopravvivenza degli altri abitanti. Hayase, una ragazza del paese di Yanome, è giunta al villaggio della tribù Nai con i suoi uomini per selezionare una bambina e la scelta è ricaduta su una di nome March. La bambina è costretta a immolarsi perché se lo evitasse verrebbero uccise la sua amica Lara o sua sorella minore, ma durante il tragitto verso la montagna, luogo del sacrificio, Parona tende un'imboscata alla squadra di Hayase e March riesce a scappare. Parona è una ragazza di Ninanna, grande amica di March, che viene catturata dopo l'agguato. March, fuggita nel profondo della foresta, incontra la cosa (trasformata in ragazzo) mentre rigenera il suo corpo. Alla cosa infatti non è concesso di morire, e quando questo avviene ritorna in vita dopo un lasso di tempo. La sua visione fa retrocedere gli uomini di Hayase che cercavano di riprendere March, e la bambina inizia a educarlo procurandogli del cibo e facendosi ringraziare.                |                |                  |
| 3        | 3       | Una piccola evoluzione 「小さな進化」 - Chīsana shinka | 26 aprile 2021 | 7 marzo 2023     |
| 3        | 3       | March dà al ragazzo il nome Fushi, che significa immortale, poi viene catturata dagli uomini di Hayase, portata sull'altare e legata per il sacrificio. Parona viene assalita da un orso con molte frecce infilzate nel corpo e riesce a slegarsi appena in tempo per fuggire e tentare di attaccarlo, ma non riesce a inferire nessun colpo. L'animale sembra essere l'Orso Demone a cui spettano i sacrifici e si dirige proprio nel tempio dove si trova March. Fushi, che aveva seguito la bambina, si trasforma in lupo e la difende combattendo e uccidendo l'orso. Nel corso della lotta Fushi guariva istantaneamente tutte le sue ferite e ciò ha attirato l'attenzione di Hayase, che osservava lo scontro dall'alto. Dovendo fingere che il sacrificio è stato fatto, Hayase propone a March e Parona di essere uccise sul luogo o di andare a vivere a Yanome, e Parona sceglie di continuare a vivere. |                |                  |
| 4        | 4       | Sembianze enormi 「大きな器」 - Ōkina utsuwa | 3 maggio 2021  | 14 marzo 2023    |
| 4        | 4       | March, Parona, Fushi e Pioran, una criminale anziana che scelse March per il sacrificio, vengono portati a Yanome per poi essere imprigionati. Pioran durante il viaggio spiega alle ragazze che il paese di Yanome, invidioso della prosperità di Ninanna, sta attuando da anni una strategia per conquistarla. Hayase mette alla prova le capacità di Fushi facendolo scontrare con alcuni detenuti ai quali aveva promesso la libertà in cambio della sua morte e, come si aspettava, nessuno di loro riesce a batterlo. Anche l'Orso Demone viene imprigionato e a March viene affidato il compito di curarlo, però le troppe ferite procurate dalle frecce lo fanno morire in pochi giorni. Parona escogita un piano per fuggire, tornare a Ninanna e dimostrare la morte dell'orso. |                |                  |
| 5        | 5       | Qualcuno con cui viaggiare 「共にゆく人」 - Tomo ni yuku hito | 10 maggio 2021 | 21 marzo 2023    |
| 5        | 5       | March fa desistere Parona dal massacrare il corpo dell'orso per dimostrare alla gente di Ninanna la sua morte e le due ragazze fuggono su un carro con Pioran e Fushi. Hayase si accorge dell'evasione e si mette all'inseguimento, Parona difende i suoi compagni e mentre una freccia sta per colpirla March le si getta addosso per salvarla. March è in fin di vita per la ferita riportata e Fushi, trasformatosi in orso, attacca i soldati di Yanome. Parona assiste March fino alla sua morte e prega Fushi di smettere di combattere per una causa ormai persa. Non essendo in grado di sopportare il dolore, Parona tenta di uccidersi ma Fushi la ferma e la riporta al suo villaggio, dove darà la triste notizia della morte di March. Hayase e gli uomini di Yanome hanno seguito Fushi fino a Ninanna, perciò Parona lo invita a fuggire per vivere in libertà facendo tesoro del suo primo rapporto umano ricevuto dalla piccola March. |                |                  |
| 6        | 6       | Il nostro obiettivo 「私たちの目的」 - Watashitachi no mokuteki | 17 maggio 2021 | 28 marzo 2023    |
| 6        | 6       | Fushi cammina senza meta e incontra Pioran, che era rimasta da sola dopo la fuga da Yanome. Assumendo l'aspetto di March, Fushi riesce a procurare il cibo per sé stesso e per Pioran, e in cambio l'anziana gli insegna a scrivere e a comunicare parlando. Pioran ormai è libera e può tornare a Takunaha, il suo paese natale, e porta con sé Fushi. Durante il viaggio, una creatura malvagia attacca Fushi e, uccidendolo, gli sottrae la sembianza ereditata che stava assumendo. Un personaggio coperto da un mantello nero gli rivela di essere il suo creatore e che deve strappare il nucleo alla creatura nemica per riprendere i suoi stimoli. Fushi perde tutte le sue trasformazioni viventi tranne quella di March, che si intrufola nel mostro e ruba il nucleo; un istante dopo la creatura soccombe e Fushi riconquista le sue sembianze. Il misterioso creatore informa Fushi che il loro obiettivo comune è preservare il mondo e scompare promettendogli di tornare presto da lui. |                |                  |
| 7        | 7       | Un ragazzo che vuole cambiare 「変わりたい少年」 - Kawaritai shōnen | 24 maggio 2021 | 4 aprile 2023    |
| 7        | 7       | Nel paese di Takunaha vivevano due fratelli orfani che si sostentavano da soli: Shin, il maggiore, lavorava nei campi e Gugu, il minore, vendeva la verdura in paese. Un giorno Shin tradisce Gugu, ruba i loro risparmi e fugge con i suoi amici. Gugu è rimasto solo e presto si trova coinvolto in un incidente durante il quale salva Rean, una ricca fanciulla che conobbe per caso e gli fece dono di un prezioso anello, da un tronco che la stava per travolgere, e subisce tutto il peso del tronco sulla sua faccia. Successivamente scopre di essere stato salvato da un vecchio distillatore, che non ha potuto ricostruirgli il volto e gli propone di coprirsi con una maschera di legno. Gugu si stabilisce nella casa del vecchio a lavorare per il suo negozio e tre mesi dopo si presenta Pioran in compagnia di Fushi. Gugu prende in simpatia l'essere immortale ma rimane deluso quando gli ruba le attenzioni di Rean, arrivata nella distilleria in cerca di una cura, quindi inizia a impegnarsi per diventare forte come un vero uomo.                                                        |                |                  |
| 8        | 8       | Fratelli mostruosi 「怪物兄弟」 - Kaibutsu kyōdai | 31 maggio 2021 | 11 aprile 2023   |
| 8        | 8       | Rean ottiene il permesso di vivere nella casa del vecchio distillatore e Gugu scopre il potere di Fushi di creazione degli oggetti, ma perde la fiducia del suo amico mentre gli fa questi esperimenti. Il distillatore pompa dal corpo di Gugu dell'alcol per curare Rean e spiega al ragazzo che glielo inserì nella sua pancia assieme a una sacca quando lo salvò dal tronco, per testare un nuovo tipo di conservazione. Gugu se ne va di casa sentendosi offeso e torna a lavorare nei campi come faceva Shin, però tutti lo chiamano "mostro" e si beffano di lui fino a fargli ritenere inutile il fatto che porta una maschera. Il figlio del capo di Gugu gli chiede personalmente di non presentarsi più a lavorare da loro per non metterlo in imbarazzo. A Gugu non resta più niente se non l'anello che ricevette da Rean, ma lo dona a suo fratello maggiore dopo averlo trovato a mendicare. Fushi prova a sopperire alla mancanza di Gugu svolgendo i lavori di casa ma fallisce in ciascuno di essi, perciò corre a cercare Gugu e lo trova appena in tempo per salvarlo da un gruppo di malviventi. |                |                  |
| 9        | 9       | Ricordi ancestrali 「深い記憶」 - Fukai kioku | 7 giugno 2021  | 18 aprile 2023   |
| 9        | 9       | Fushi inizia a vivere con Gugu nella sua tenda fino a quando Rean non li trova e chiede loro di tornare dal vecchio distillatore. Gugu si vergogna a mostrare il suo volto a Rean, così Fushi va a cercare la sua vecchia maschera e li lascia soli. Rean racconta a Gugu che è scappata di casa perché stufa dell'opprimente vita da nobile che trascorre fin da piccola, e gli regala la maschera che aveva preparato per sé per nascondersi dagli uomini che la cercano per conto della sua famiglia. Mentre si ricongiungono a Fushi, Rean e Gugu si imbattono in un uomo e in una governante che stanno cercando la ragazza. Quest'ultima viene lasciata proseguire da sola fino alla casa del distillatore e, nell'intento di distrarre la governante, Fushi viene catturato da un knocker e Gugu accorre in suo aiuto. |                |                  |
| 10       | 10      | Una nuova famiglia 「新しい家族」 - Atarashii kazoku | 14 giugno 2021 | 25 aprile 2023   |
| 10       | 10      | Gugu viene scaraventato via dal knocker mentre prova ad aiutare Fushi e la sua sacca d'alcol gli si rompe facendolo ubriacare, tuttavia scopre un modo efficace per combattere e corre verso la casa del vecchio distillatore per attuarlo. Lì vi incontra i genitori di Rean arrivati per portarla a casa dai quali apprende che la ragazza è stata promessa sposa. Gugu chiede al vecchio di fornirgli altro alcol e mentre esce di casa per tornare da Fushi, dichiara inconsciamente i suoi sentimenti per Rean. Il knocker ha rubato a Fushi tutti i suoi involucri fino a farlo scomparire, Gugu riesce a sconfiggerlo soffiando su di lui il suo alcol attraverso una torcia e tutti gli stimoli precedentemente rubati convergono in un sasso. L'osservatore allora tocca la pietra risvegliando la vita di Fushi. Passano quattro anni, Rean ha accettato di vivere nella sua famiglia ma sporadicamente scappa di casa con una scusa, Gugu si è notevolmente irrobustito e anche Fushi è cresciuto. |                |                  |
| 11       | 11      | Un dono dal passato 「過去からの贈り物」 - Kako kara no okurimono | 21 giugno 2021 | 2 maggio 2023    |
| 11       | 11      | Shin si è trovato un lavoro stabile e chiede a suo fratello Gugu di perdonarlo per il passato e di tornare a vivere con lui, ma riceve una secca risposta negativa. Non essendo riuscito a renderglielo direttamente, Shin prega agli amici di Gugu di restituirgli l'anello che gli regalò e questo viene riconosciuto subito da Rean. Si sta avvicinando il giorno del sedicesimo compleanno di Rean, durante il quale le verrà presentato dai suoi genitori il suo futuro sposo. Gugu e Fushi sono invitati alla festa ma non si integrano bene con gli altri presenti. Gugu, senza saperlo, regala a Rean una campanula eterea viola, lo stesso tipo di fiore che raccoglieva il giorno del suo incidente. I due capiscono che in passato si aiutarono a vicenda senza sapere a chi stavano facendo del bene, ma proprio ora che si sono ritrovati un knocker li attacca. |                |                  |
| 12       | 12      | Il risveglio 「目覚め」 - Mezame | 28 giugno 2021 | 9 maggio 2023    |
| 12       | 12      | La villa dei Cropp sta per essere distrutta e Fushi si trasforma nell'Orso Demone per trattenere il crollo mentre gli invitati scappano all'esterno e Gugu aiuta i genitori di Rean. Il knocker sottrae a Fushi gli aspetti dell'Orso Demone e di March, ma egli continua a combattere finché non si ritrova trasformato in Gugu. Il suo amico, infatti, si è sforzato troppo per proteggere la vita di Rean sotto le macerie. Fushi usa la nuova maschera di pietra di Gugu, che è in grado di accendere delle scintille per infiammare l'alcol, per sconfiggere il knocker nonostante il suo involucro roccioso, e una volta completata la missione si disinteressa del nucleo per aiutare i superstiti. Pochi giorni dopo Fushi annuncia a Pioran e al vecchio distillatore che vuole allontanarsi dalle persone che ama per non attirare su di loro i knocker e nel salutare Rean usa l'aspetto di Gugu facendole credere che ad essere morto è Fushi, non riuscendo però ad ingannarla. |                |                  |
| Special  | Special | 「フシの旅路」 - Fushi no tabiji – "Il viaggio di Fushi" | 5 luglio 2021  | -                |
| Special  | Special | Episodio riassuntivo dei primi 12 episodi. |                |                  |
| 13       | 13      | La volontà di migliorarsi 「高みへの意志」 - Takami e no ishi | 12 luglio 2021 | 16 maggio 2023   |
| 13       | 13      | Appena rimessosi in viaggio, Fushi richiama l'osservatore per chiedergli un consiglio su come continuare la sua esistenza e capisce l'importanza del ricordo di March che gli è stato sottratto dal knocker. L'osservatore gli suggerisce di diventare più forte per poi riprendersi gli stimoli che ha perso. Fushi incontra Pioran e continua assieme a lei il suo viaggio, malgrado preferisse rimanere da solo per non riversare su chi gli fa compagnia il pericolo dei knocker. I due si dirigono al porto per imbarcarsi verso l'isola di Sarlnine, un posto disabitato dove Fushi potrà allenarsi, ma vengono catturati per errore da una ragazza e trasportati all'isola Jananda. Tutti i passeggeri vengono marchiati ma i poteri di Fushi gli permettono di cancellare il segno, grazie a ciò può dimostrare di non essere un criminale e la ragazza che lo ha imbarcato lo porta con sé per scusarsi dell'errore. Jananda è un enorme carcere per i peggiori delinquenti e l'unico modo che Fushi e Pioran hanno per fuggire è vincere il torneo dell'isola.                                               |                |                  |
| 14       | 14      | Jananda, l'isola della libertà 「自由の島・ジャナンダ」 - Jiyū no shima Jananda | 19 luglio 2021 | 23 maggio 2023   |
| 14       | 14      | Il precedente capo dell'isola, un'autorità suprema eletta dalle sorti del torneo, è perito da poco e si è organizzato un altro torneo per decretarne il sostituto. Al primo turno dei combattimenti Fushi mette in mostra le sue abilità di immortale vincendo l'eliminatoria, e tutta la popolazione cerca di ingraziarselo per potersi liberare da Jananda. Il capo dell'isola infatti può decidere quello che vuole, anche fuggire, per questo Fushi ha accettato di vincere il torneo. Pure Tonari e i suoi amici Uroy, Mia, Sander e Upa cercano di fare amicizia con Fushi e gli spiegano le regole non scritte della società di Jananda. Tonari confessa a Fushi che l'ha portato sull'isola assieme a Pioran, un'assassina, volutamente perché gliel'ha commissionato qualcuno. Prima di disputare il suo primo incontro individuale Fushi ottiene l'aspetto di una talpa, e durante lo scontro quello di Parona, che gli permette di muoversi più agilmente e vincere. |                |                  |
| 15       | 15      | La ragazza chiamata Tonari 「トナリという名の少女」 - Tonari to iu na no shōjo | 26 luglio 2021 | 30 maggio 2023   |
| 15       | 15      | Fushi riesce a parlare con Pioran, che riconosce di meritarsi la prigione e gli dice di fuggire dall'isola da solo. Tonari vuole comunque aiutarlo a scappare insieme a Pioran, in cambio che lui continui a combattere nell'arena. Il pubblico del torneo si stanca presto delle sue vittorie senza sacrifici e gli fa capire che così facendo manca di rispetto agli avversari che incontra. D'un tratto si ripresenta il knocker che rubò le forme di March e dell'Orso Demone, e sottrae a Fushi anche quella di Gugu. L'immortale prova a distruggerlo da dentro con l'aspetto della talpa, ma viene gettato fuori dal mostro. Gli abitanti dell'isola usano delle frecce esplosive per colpirlo e Fushi, con l'aspetto di Parona, si unisce a loro e tutti insieme riescono a sconfiggerlo. Fushi può recuperare gli stimoli che gli erano stati sottratti dal nucleo del knocker appena sconfitto. |                |                  |
| 16       | 16      | I sogni dei ragazzi 「子どもたちの夢」 - Kodomo-tachi no yume | 2 agosto 2021  | 6 giugno 2023    |
| 16       | 16      | Tonari ricorda il suo passato: suo padre fu accusato di aver ucciso la moglie e venne portato a Jananda. Tonari scelse di andare con lui invece di rimanere orfana e il padre vinse il torneo dell'isola. La ragazza non lo riconobbe più per via della moltitudine di persone che uccise e non pianse la sua morte, ma accettò di buon grado un diario che le lasciò in regalo tempo addietro. Tonari iniziò a scriverci la sua vita e fece amicizia con altri ragazzi dell'isola, successivamente vi uscì come traghettatrice e accettò l'incarico di una donna misteriosa di imbarcare Fushi verso Jananda. Quella donna era Hayase, e quando Fushi se la ritrova come avversaria alla finale del torneo perde le staffe. Hayase gli confessa di aver ucciso anche Parona dopo averla fatta soffrire, Fushi prova per la prima volta il desiderio di vendetta, perde il suo autocontrollo e si fa sopraffare da un sonnifero. Per essere stato messo fuori combattimento, Fushi perde il torneo e la vittoria va a Hayase.                                                                                          |                |                  |
| 17       | 17      | Colei che precorre i tempi 「先覚者」 - Senkaku-sha | 9 agosto 2021  | 13 giugno 2023   |
| 17       | 17      | Hayase chiede alla popolazione di Jananda di aiutarla a formare una squadra di protezione per Fushi promettendo una vita prospera a chi la seguirà. In realtà cerca solo di soddisfare i suoi interessi, in particolare quello di avere un figlio da Fushi. Tonari, che ha ricevuto il ruolo di capo dell'isola da Hayase, vuole fuggire da Jananda con i suoi amici, tutti i bambini fino a sette anni, Pioran e Fushi, ma Hayase non vuole cederle quest'ultimo e minaccia di ucciderla. Fushi si libera dal controllo della squadra di Hayase e le promette di concedersi a lei se lascerà andare i suoi amici. Giunto il momento della partenza, Hayase fa addormentare Tonari e i suoi amici e, una volta svegliatasi, la ragazza prende una scialuppa per tornare sull'isola e liberare Fushi. |                |                  |
| 18       | 18      | Andare avanti 「進み行くために」 - Susumi yuku tame ni | 16 agosto 2021 | 20 giugno 2023   |
| 18       | 18      | Tonari pianifica un salvataggio per Fushi, ma egli si è già liberato da solo. Il giorno dopo la coppia lascia l'isola, ma mentre stanno per salpare l'osservatore avverte Fushi dell'assalto di un knocker. L'immortale abbandona temporaneamente il piano di fuga per salvare la popolazione di Jananda e Tonari e i suoi amici, appena tornati dalla nave, lo aiutano. Il knocker spunta dal terreno per inserirsi nei corpi delle persone; prima rianima un consistente numero di cadaveri, poi cattura anche Upa che colpisce Mia al petto. Uroy consiglia a Fushi, Tonari e Sander di scappare mentre lui proverà ad aiutare Mia, ma viene preso anche lui dal knocker. |                |                  |
| 19       | 19      | L'assassina errante 「さまよう殺意」 - Samayou satsui | 23 agosto 2021 | 27 giugno 2023   |
| 19       | 19      | Fushi uccide tutti gli zombi posseduti dai knocker esclusi Upa, Mia e Uroy. Hayase propone a Fushi di ucciderli al posto suo per non sporcare la sua anima, a patto che venga uccisa anche Tonari. Quest'ultima tenta un gesto disperato per eliminare Hayase ma Fushi salva entrambe e uccide i corpi dei suoi tre amici. La popolazione dell'isola è cambiata dopo l'attacco dei knocker e Tonari decide di restarci con Sander per sostenere la nascita di una nuova società dove le persone condannate possano costruirsi una nuova vita. Fushi lascia Jananda in una barca assieme a Hayase legata e svenuta. Una volta risvegliatasi la donna dichiara a Fushi di amarlo, convincendolo a lasciarla al suo destino: Fushi plasma una seconda barca per sé stesso con la quale, grazie a Ligard, raggiungerà la terraferma, mentre Hayase resta legata e viene posseduta da un knocker. |                |                  |
| 20       | 20      | Riverbero 「残響」 - Zankyō | 30 agosto 2021 | 4 luglio 2023    |
| 20       | 20      | Fushi si ricongiunge a Pioran dopo molte esitazioni che lo hanno tenuto lontano da lei per non metterla in pericolo. I due raggiungono la giungla Sarlnine e Fushi accompagna Pioran nell'ultimo periodo della sua vita. Quando sente avvicinarsi la sua ora, la donna evoca l'osservatore e gli chiede di potersi reincarnare in una creatura che possa essere d'aiuto a Fushi. L'osservatore acconsente. Fushi reagisce con tristezza alla morte di Pioran e, rimasto senza alcuna compagnia umana, continua a vivere nella natura con l'aspetto del ragazzo per molti anni. |                |                  |

##### Seconda stagione
| Nº serie | Nº | Titolo italiano Giapponese 「Kanji」 - Rōmaji | In onda          | In onda        |
| Nº serie | Nº | Titolo italiano Giapponese 「Kanji」 - Rōmaji | Giapponese       | Italiano       |
| 21       | 1  | Un attaccamento già visto 「転生する愛執」 - Tensei suru aishū | 23 ottobre 2022  | 7 ottobre 2024 |
| 21       | 1  | Fushi prosegue la sua esistenza monotona finché l'osservatore non l'avverte di un gruppo di knocker che ha assalito un villaggio a un mese di cammino dall'isola in cui si trova. Nello stesso frangente una bambina di nove anni chiamata Hisame si presenta a Fushi come leader del corpo dei protettori, un movimento di persone votate a lui. Hisame è la nipote e la reincarnazione di Hayase, e condivide il suo braccio sinistro con un knocker. L'essere immortale decide di partire verso il villaggio attaccato dai knocker e Hisame, assieme a qualche membro dei protettori, fa il viaggio assieme a lui. Arrivati al villaggio, Fushi incontra Tonari e Sander senza riconoscerli e quella sera cena con loro e Hisame. Nel corso degli anni Tonari ha sviluppato gradualmente un'immunità ai veleni, e tale abilità le permette di resistere al sonnifero che la bambina fa mettere nei bicchieri dei suoi commensali. Come Tonari aveva intuito, la protezione offerta da Hisame è spinta da un secondo fine. |                  |                |
| 22       | 2  | Le ultime vibranti volontà 「鼓動する遺言」 - Kodō suru yuigon | 30 ottobre 2022  | 7 ottobre 2024 |
| 22       | 2  | Il knocker nel braccio di Hisame attacca Tonari quando lei lo minaccia, e si insidia nel corpo della donna distruggendolo dall'interno. Il giorno dopo Fushi si reca da lei ed esaudisce il suo ultimo desiderio, ossia quello di vedere tutte le persone che ha incontrato nel suo cammino. Fushi, cambiando aspetto dopo molti anni, scopre che molte persone che ha conosciuto sono morte e riconosce Tonari solo dopo la sua dipartita, acquisendo il corpo immunizzato ai veleni che la donna le ha dedicato. Hisame trova Fushi nella foresta e gli chiede di avere un bambino con lui, ma essendo ancora immatura si limita a dormire assieme a lui per una notte. Passano gli anni e la discendenza di Hayase continua a guidare il corpo dei protettori. Le eredi vanno regolarmente ad incontrare Fushi mentre lui continua il suo viaggio, fino a che non giunge il turno di Kahaku, il primo ragazzo a diventare erede. |                  |                |
| 23       | 3  | L'individuo tanto atteso 「待ち望まれた者」 - Machinozoma reta eiyū | 6 novembre 2022  | 7 ottobre 2024 |
| 23       | 3  | Kahaku si è presentato da Fushi per avvertirlo che i fedeli al culto di Bennett hanno iniziato a sospettare di lui come portatore di knocker e gli hanno messo una taglia sulla testa. Vista la situazione di pericolo, Fushi decide di assumere l'aspetto di Parona e viaggiare assieme ai protettori, da cui scopre di essere molto popolare tra la gente e anche odiato da qualcuno. Giunti a Kargal, Fushi e Kahaku vengono catturati da Bonchien, il principe primogenito del regno di Uralis che desidera più di ogni altra cosa fare bella figura con i suoi genitori per ereditare il trono. Fushi decide di stare al gioco anche per il suo tornaconto, dal momento che sfruttando l'amicizia di Bonchien potrebbe ottenere il suo esercito per combattere i knocker. I prigionieri vengono portati a palazzo e il principe viene sommerso di lodi e apprezzamenti per la sua impresa. Quella sera Fushi cerca di scappare per non attirare i knocker ma Bonchien lo ferma e, alla confessione disperata del ragazzo di volersi consegnare al nemico per evitare altre morti innocenti, gli promette un mondo nuovo. |                  |                |
| 24       | 4  | Un giovane capace di vedere 「視える青年」 - Mi eru seinen | 13 novembre 2022 | 7 ottobre 2024 |
| 24       | 4  | Il principe Bonchien appoggia il desiderio di Fushi di non restare troppo a lungo nel regno di Uralis, a patto che gli permetta di viaggiare con lui. Bonchien spiega al suo popolo che le vere intenzioni di Fushi sono buone e pertanto ha deciso di partire assieme a lui, anche se in realtà desidera solo sfruttare i suoi poteri per diventare re. Fin da piccolo Bonchien ha avuto la capacità di vedere e interagire con gli spiriti delle persone morte, tra cui Tonari che gli ha raccontato delle gesta di Fushi, e a causa di questo la sua famiglia credeva che fosse posseduto da un demone. Quando scoprì che suo padre aveva intenzione di lasciare il trono a suo fratello minore Torta, che faceva buon uso della sua paghetta e si dedicava ad opere di bene, Bonchien decise di riconquistare la fiducia di suo padre compiendo un'azione grandiosa, come catturare Fushi. |                  |                |
| 25       | 5  | La spedizione del santo 「聖者の遠征」 - Seija no ensei | 20 novembre 2022 | 7 ottobre 2024 |
| 25       | 5  | Ha inizio il viaggio di Bonchien con Fushi, Kahaku, la principessa Pokoa all'insaputa del fratello, e la sua scorta. Tra di loro c'è anche Iris, una ragazza paffutella attratta dal principe che ha iniziato a lavorare per lui per stargli vicino, ma siccome egli lo crede un maschio ha deciso di assecondarlo e di farsi chiamare Todo. Fushi mostra alle persone i suoi poteri e assieme a Bonchien e al suo esercito combatte i knocker nei villaggi che attraversa. Giunti in Irusaryta, a Fushi viene chiesto di salvare la vita alla figlia del signore del castello di Uga, ormai in punto di morte. Fushi non può fare niente per lei se non, dopo che la ragazza è morta, creare una copia del suo corpo. Allontanandosi dal castello, Bonchien viene a sapere che la ragazza è tornata in vita nel corpo clonato e chiede al padre di mantenere il segreto su quanto accaduto. Il principe infatti non vuole svelare l'abilità di risorgere le persone nemmeno a Fushi, per evitare che ridia la vita ai suoi vecchi compagni e l'abbandoni. Fushi riprende l'aspetto di Parona e, giunti in città, inizia a sperimentare il significato di amore provando dei sentimenti per una bambola di pezza. Kahaku, innamoratosi della personalità femminile di Fushi, si dichiara a lei. |                  |                |
| 26       | 6  | Gli eretici 「異端の徒」 - Itan no to | 27 novembre 2022 | 7 ottobre 2024 |
| 26       | 6  | Fushi è disgustato dall'affetto ricevuto da Kahaku e lo informa del male che la sua antenata fece a Parona, la quale non accetterebbe mai un simile rapporto ipocrita con lui. Nella città di Entas, Fushi decide di consegnarsi spontaneamente ai praticanti del culto di Bennett quando viene a sapere che avrebbero intenzione di prendere Bonchien al suo posto. Nel frattempo il principe interrompe la sua propaganda per mettersi alla ricerca di Fushi, ma il cardinale Cylira gli propone una facile salita al trono se rinuncerà a seguire l'essere immortale. I seguaci di Fushi si ribellano per la cattura del loro idolo e il culto di Bennett si vede costretto a metterlo alla prova per dimostrare che non è un profeta ma un inviato del diavolo: Fushi dovrà riportare in vita un anziano fedele di Bennett morto due giorni prima, ma riesce solo ad assumere l'aspetto del cadavere e come esso perde la vita. Dopo questa dimostrazione, Fushi e il suo gruppo vengono catturati, ma Kahaku riesce a scappare. Cylira ordina di imprigionare Fushi in una gabbia di ferro e di colare al suo interno del metallo fuso. |                  |                |
| 27       | 7  | La punizione e il perdono 「罰とゆるし」 - Batsu to yurushi | 4 dicembre 2022  | 7 ottobre 2024 |
| 27       | 7  | Bonchien e Todo vengono imprigionati a Irusaryta in due gabbie sospese in un crepaccio, e sono costretti a rimanere lì finché il principe non dimostrerà di possedere la protezione divina. Nella sua gabbia c'è anche Chabo, un bambino che tiene da parte metà della sua razione giornaliera di cibo per sua madre, non sapendo che è stata uccisa da un soldato. Fushi è ricoperto di ferro e dopo parecchi giorni di sofferenza riesce a liberarsi. Prima di uscire dalla gabbia la deforma con il suo corpo, facendo credere a tutti di aver provato a perforarla invano. Quella stessa notte Fushi si preoccupa di liberare Todo e il principe, ma quest'ultimo preferisce che al suo posto venga liberato il piccolo Chabo e desidera sottoporsi al processo per dare una svolta agli eventi assecondando il culto di Bennett. Il giorno seguente Bonchien, ancora nella sua gabbia, spiega a Cylira la presenza dei cadaveri di Chabo e Todo creati da Fushi come la dimostrazione del demonio di poter togliere la vita agli esseri umani. Tale essere avrebbe lasciato in vita solo Bonchien per riferire al cardinale una minaccia. Avuti la certezza che Fushi è un inviato del diavolo e il rifiuto di Bonchien di rinnegarlo, il principe viene portato alla ghigliottina.        |                  |                |
| 28       | 8  | Oltre il sogno 「夢の先」 - Yume no saki | 11 dicembre 2022 | 7 ottobre 2024 |
| 28       | 8  | Prima che Bonchien muoia, Fushi sparge dal cielo un potente sonnifero addormentando tutti i presenti all'esecuzione, e sostituisce al suo amico una copia del suo corpo cosicché al loro risveglio gli alti prelati lo credano morto. Il salvataggio di Bonchien viene svelato solo alla sua famiglia, e d'ora in poi il principe dovrà vivere sotto la falsa identità di un suo amico. Iris, che è tornata magra e con l'aspetto di una ragazza, conferma a Bonchien di averlo conosciuto da piccola e accetta il suo invito di rimanere a vivere con lui al castello. Dopo la morte del principe di Uralis e la conseguente crescita di potere della chiesa di Bennett, il corpo dei protettori non se la passa bene e Kahaku sfiora l'idea di scioglierlo definitivamente. Il knocker che è nel suo braccio acquista l'abilità di comunicare con le persone muovendo la mano di Kahaku e scrivendo per terra. Egli rivela che l'obiettivo dei knocker è liberare le anime delle persone dai corpi in cui ristagnano e che il loro prossimo attacco verrà sferrato nel tempio principale del culto di Bennett. |                  |                |
| 29       | 9  | Ampliare le proprie percezioni 「拡がる意識」 - Hirogaru ishiki | 18 dicembre 2022 | 7 ottobre 2024 |
| 29       | 9  | Fushi cerca di proteggere le persone dai knocker durante il loro attacco alla cattedrale di Bennett. Egli, fingendosi un alto prelato, convince i fedeli che si sono radunati nella chiesa in cerca di protezione divina a lasciare l'edificio per scappare da un knocker. Dopo un arduo combattimento i knocker si ritirano e i sopravvissuti devono fare i conti con un ingente numero di caduti. Anche Fushi ha perso cinque dei suoi involucri, rubatigli in battaglia dai knocker, dei quali non riesce più a ricordare. Poco tempo dopo riesce a riconquistarne qualcuno, dopo aver acquisito nuove abilità percettive che gli consentono di estendere i sensi a tutto ciò che crea e che resta collegato a lui. Tramite il knocker nel braccio di Kahaku, i nemici annunciano un attacco alla città di Renril che avverrà a distanza di un anno, e costringono Fushi a presentarsi pena la morte di Kahaku e del suo knocker traditore. |                  |                |
| 30       | 10 | Simpatia 「共鳴」 - Kyōmei | 25 dicembre 2022 | 7 ottobre 2024 |
| 30       | 10 | Mentre si allena a creare grandi oggetti a bordo di in una nave che Bon gli ha fornito, Fushi si reca in città e salva due bambini imprigionati nelle gabbie di un baraccone. Il più piccolo muore poco dopo per via delle misere condizioni in cui si trovava, mentre la sorella maggiore inizia a vivere con Fushi nella nave. La principessa di Renril rifiuta di cedere il comando del suo regno a Bonchien per fronteggiare i knocker, accusandolo di voler ottenere solo il controllo sul regno. La stessa accusa di presunzione, rivolta a Fushi da una donna che non ha accettato la sua carità, torna nei pensieri dell'essere immortale e gli fa comprendere che per considerare una cosa sua non è necessario possederla, bensì considerarla parte di sé. Dopo aver ricoperto di rami l'intera nave, Fushi riesce a sentire quello che succede in ogni suo punto e a reagire agli stimoli esterni attraverso di essi. Kahaku e Bonchien sono stupefatti per i progressi del loro amico e decidono di proseguire la loro preparazione per la battaglia di Renril: Fushi, Kahaku e Icia (la ragazza che Fushi ha salvato) si recheranno direttamente a Renril, mentre Bonchien si metterà alla ricerca di altri esseri immortali che possano diventare compagni di Fushi.              |                  |                |
| 31       | 11 | Il valore della carne 「肉の価値」 - Niku no kachi | 8 gennaio 2023   | 7 ottobre 2024 |
| 31       | 11 | A Uralis, Torta raduna un gruppo di lodevoli soldati introducendoli alla missione di salvataggio di Renril, chiedendo loro la massima fedeltà al regno e a Fushi. Uno solo esce dalla sala, Kai Renald Rawle, una vecchia conoscenza di Bonchien che ha modo di parlare con lui in privato e, confermando la sua lealtà verso di lui e verso Uralis, viene scelto per la battaglia. Gli altri due compagni di Fushi arruolati da Bonchien sono Hairo Rich, un soldato fedele alla religione Bennett, e Messar, un conoscente della principessa di Sonia che intercederà presso di lei nell'interesse della missione. I suoi tre nuovi compagni non sono esseri immortali, ma Fushi è amareggiato soprattutto perché Bonchien gli chiede di assumere le loro caratteristiche prima che muoiano a discapito di una collaborazione basata sulla fiducia reciproca. Fushi si rivolge sgarbatamente anche con la principessa, ritenendo inutile cercare di andarci d'accordo, ma Kai lo fa riflettere raccontandogli la storia della sua vita. Alcuni giorni dopo crolla un vecchio mulino e Fushi, mantenendo la promessa di poterlo ricostruire in una notte, inizia a conquistare la fiducia dei cittadini.                                                                                       |                  |                |
| 32       | 12 | Ciò che il velo nasconde 「ベールが秘めるもの」 - Bēru ga himeru mono | 15 gennaio 2023  | 7 ottobre 2024 |
| 32       | 12 | L'obiettivo di Fushi è ricreare tutti gli edifici di Renril rimanendovi collegato tramite una corda, in modo da avere la massima estensione percettiva e un vasto raggio d'azione durante il combattimento. Hairo si allena con i soldati della capitale per socializzare con loro, e fa amicizia con Cam dopo un combattimento con lui. Nel frattempo Messar, amico della principessa Alme fin dall'infanzia, la sfida a mulino, e vincendo ottiene la sua approvazione per i lavori di ricostruzione. Quando erano bambini, infatti, la principessa Alme aveva promesso a Messar che gli avrebbe dato quello che gli avrebbe chiesto se avesse vinto contro di lei a quel gioco. I cittadini iniziano gradualmente a collaborare con la squadra di Uralis demolendo le case e permettendo al vecchio saggio – questa l'identità con cui Fushi si è fatto conoscere tra gli abitanti – di occuparsi solo di riedificarle. Messar dichiara ai suoi compagni di essere il fratellastro della principessa, e, vedendola in volto per la prima volta dopo tanti anni in cui l'ha conosciuta solo con un velo a coprirle il viso, si convince di essere innamorato di lei. |                  |                |
| 33       | 13 | La vera natura del saggio 「賢者の正体」 - Kenja no shōtai | 22 gennaio 2023  | 7 ottobre 2024 |
| 33       | 13 | Mentre Fushi continua a ricostruire le case di Renril, anche Icia si rende utile aiutando gli abitanti con dei lavoretti e cercando la causa che sporcava l'acqua nei canali della città. Per placare le preoccupazioni di Kahaku che vorrebbe che riposasse, Fushi finge di dormire, ma trasferisce la sua anima in una copia del suo corpo per proseguire i lavori anche di notte. Tuttavia, man mano che estende le sue radici, anche le percezioni di Fushi si ampliano e, sentendo molte più persone stare male, passa gran parte del suo tempo per andare a curarle. Cam, l'unico cittadino di Renril a sapere che dietro al saggio si cela Fushi, gli chiede di inscenare un combattimento con lui per migliorare la sua immagine. Dopo il duello, durato molto poco, Fushi si tradisce curandosi istantaneamente una ferita in faccia e fa sorgere dei sospetti tra gli abitanti di Renril. Messar, dopo la mappa dei canali sotterranei, ottiene dalla principessa un prolungamento della festa per l'anniversario di fondazione della capitale di modo da permettere a Fushi di riergere le mura indisturbato, ma viene ugualmente scoperto in attività. Ciononostante, per via degli aiuti che non ha mai negato, tutti gli abitanti rispettano Fushi.                               |                  |                |
| 34       | 14 | La mattina della rigenerazione 「再生の朝」 - Saisei no asa | 29 gennaio 2023  | 7 ottobre 2024 |
| 34       | 14 | La principessa Alme fa incontrare Fushi a suo padre, afflitto da tempo da una malattia incurabile, e dà l'approvazione all'ospite per ricostruire il palazzo. Per aiutare con i lavori, Pokoa, Iris e Chabo si recano a Renril con l'esercito di Uralis e restano lì fino a poco prima della battaglia. In vista dello scontro, Bonchien convoca Kai, Hairo e Messar al cospetto dell'osservatore per far conoscere loro tutta la verità su Fushi e avere la conferma che vogliano davvero prendere parte a una realtà così importante. Messar tenta di assassinare l'osservatore ma fallisce e viene scaraventato a terra, dopodiché l'uomo nero si allontana senza proferire una parola. Giunge il giorno annunciato dai knocker e Fushi ultima i preparativi: fa spuntare i corpi senza vita dei suoi vecchi amici in vari punti della città e li tiene collegati al terreno con una corda per potervici entrare in caso di bisogno. Al primo colpo sparato dai knocker il corpo di March cade dal muretto su cui era posto sfilandosi dalla corda; dopo pochi istanti la piccola March riprende a vivere. |                  |                |
| 35       | 15 | Logorare il proprio io 「摩耗する自我」 - Mamō suru jiga | 5 febbraio 2023  | 7 ottobre 2024 |
| 35       | 15 | Le radici estese da Fushi gli permettono di percepire se il numero di persone presenti a Renril diminuisce e di annientare istantaneamente i knocker distanti, tutto questo però gli costa fatica e una profonda concentrazione. I knocker avvelenano l'acqua del fiume e Fushi si impegna a modificare la conformazione geologica del terreno per fornire alla città una nuova fonte di approvvigionamento. Dopo essersi trasferito in cima alle mura, Fushi perde i sensi e resta svenuto per tutta la notte, durante la quale perdono la vita Kai, Hairo e Messar. |                  |                |
| 36       | 16 | I tre guerrieri immortali 「不滅の三戦士」 - Fumetsu no san senshi | 12 febbraio 2023 | 7 ottobre 2024 |
| 36       | 16 | La battaglia continua e Fushi fa uso dei corpi dei suoi tre compagni, quando all'improvviso li ritrova in vita davanti a se. Kai, Hairo e Messar lo rassicurano e gli spiegano che per farli tornare in vita deve soltanto ricreare i loro corpi e staccarli dalla corda che li lega a lui. Fushi, ancora incredulo, riprende a creare delle barriere sottoterra e, quando muoiono, resuscita i suoi tre compagni in punti strategici della città, ma ciò li porta anche a uccidersi di propria volontà. Kahaku viene legato e sorvegliato da Kai per aver proferito un'informazione mendace riguardo un attacco dei knocker. Fushi, girando per Renril, trova la firma di March su un muro che gli conferma che anche la bambina è tornata in vita. |                  |                |
| 37       | 17 | Ciò che lui vuole proteggere 「守りたいもの」 - Mamoritai mono | 19 febbraio 2023 | 7 ottobre 2024 |
| 37       | 17 | Fushi ripensa a quanto accaduto e prova a ricreare il corpo di March, ma non riprende vita. Hairo, dopo aver incontrato un ladro, lo lascia libero senza pensare che poco dopo avrebbe leso altre persone. Poco dopo chiede a Fushi di farsi uccidere per poi trasferirlo nei pressi della chiesa, e l'assassinio, avvenuto sotto gli occhi di tutti, sconvolge l'opinione popolare su Fushi. Messar viene convocato dalla principessa Alme, appena venuta al corrente di essere sua sorella poco prima della dipartita del re, ed è costretto a ucciderla dopo che un knocker la parassita. Messar chiede a Fushi di resuscitarla, ma anche in quel caso il corpo da lui creato resta inanimato. Pure secondo Bonchien, che promette a Fushi delle spiegazioni dopo la battaglia, Alme non può tornare in vita. Kahaku si libera dai legacci e raggiunge la casa di Fushi, a cui chiede di riunire lì i tre guerrieri per la cena, tutti e tre morti da poco. Kahaku avvia una discussione con i tre che finisce in una rissa nella quale il knocker ha la meglio, e, nonostante il ragazzo di Yanome e March tentino di opporsi, la furia del knocker di Kahaku si abbatte anche su Fushi eliminando i suoi corpi uno dopo l'altro.                                                           |                  |                |
| 38       | 18 | La morte dell'immortale 「不死身の死」 - Fujimi no shi | 26 febbraio 2023 | 7 ottobre 2024 |
| 38       | 18 | Kahaku si taglia il braccio nel tentativo disperato di fermare il suo knocker, che fugge via all'istante. Mentre March corre a cercare aiuto in groppa al cavallo di Fushi, anche Kahaku fa perdere le sue tracce. Bonchien segue March fino alla casa di Fushi, che è tornato ad essere una sfera priva di un proprio corpo, e per ridargli la vita decide di sacrificarsi per lui. Nel frattempo Cam lascia l'ospedale di campo per andare a combattere i knocker e aiutare Miguel e Sarah, come gli è stato chiesto dalla madre di Yuiss, a tornare sani e salvi da lei. Icia viene presa dal knocker di Kahaku che si inserisce nel suo braccio, la ragazza tenta di uccidersi ma il mostro glielo impedisce. Un altro knocker prende l'aspetto di Parona e scaglia delle frecce che uccidono diversi soldati, tra cui Sarah. |                  |                |
| 39       | 19 | E poi il sorgere del sole 「そして日の出へ」 - Soshite hinode e | 5 marzo 2023     | 7 ottobre 2024 |
| 39       | 19 | Fushi si risveglia percependo tutto il dolore causato dai knocker e subito riprende a sopprimerli a distanza. Poco dopo si accorge di avere il corpo di Bonchien, grazie al quale può vedere le anime delle persone non ancora sublimate proprio come riusciva a fare il suo amico. Con questa capacità, Fushi è in grado di sopperire ai ricordi dei suoi cari rubati dai knocker, e può riportarli in vita semplicemente incontrando le loro anime rimaste nel mondo terreno. Dopo aver resuscitato tutti i suoi vecchi amici, che lo aiutano nella battaglia, Fushi ripristina le vite di tutti gli abitanti di Renril appena li sente morire. Il knocker insinuato in Icia la trascina lontano dalla città, dove Kahaku la raggiunge e cerca di persuaderlo a tornare da lui. Kai salva la ragazza e il knocker rientra in Kahaku, che dopo tutto quello che ha causato decide di abbandonare per sempre Fushi. L'arrivo dell'esercito del principe Ano, il fratello maggiore di Alme, sancisce una svolta per la battaglia: la popolazione di Renril che dapprima ha smesso di diminuire ora addirittura aumenta. Ciò viene percepito dai knocker, che cessano di combattere e cedono la vittoria alla città.                                                                              |                  |                |
| 40       | 20 | La fine di un'era 「時代の終わり」 - Jidai no owari | 12 marzo 2023    | 7 ottobre 2024 |
| 40       | 20 | L'intera città è in festa per la vittoria contro i knocker, i soldati riabbracciano le loro famiglie e anche chi ha perso la vita durante lo scontro può tornare a vivere grazie ai poteri di Fushi. Il principe Ano ordina a Messar, Hairo e Kai di lasciare Renril entro dieci giorni per proteggerli dalla minaccia della chiesa di Bennett, che potrebbe recarsi in città dopo aver ricevuto notizie di Fushi. I vecchi amici si riuniscono in un banchetto e Fushi annuncia loro i suoi progetti per il futuro: egli intende continuare a espandersi in tutto il mondo per debellare i knocker e creare un mondo di pace, nel quale ridarà la vita a tutti i suoi amici che potranno finalmente godersela. Durante questa missione Fushi rimarrà incosciente e i suoi amici accettano a malincuore la sua decisione, attendendo di morire e di rinascere nuovamente per mano sua. Kahaku perde la vita insieme a Cylira, mentre progetta una vendetta contro l'essere immortale, e i ricordi delle persone ancora trattenuti da lui ritornano a Fushi, il quale riprende l'aspetto del ragazzo eschimese e restituisce quello di Bonchien a nuova vita. Dopo molti anni la civiltà è progredita, i knocker sono scomparsi definitivamente e Fushi si risveglia nel nuovo mondo.            |                  |                |

## Accoglienza
Il primo volume della serie vendette 29 288 copie, raggiungendo la 17ª posizione sulla classifica settimanale dei manga stilata dalla Oricon. Il secondo volume raggiunse la 34ª posizione, vendendo 22 565 copie nella prima settimana, mentre il terzo arrivò 41° vendendo 20 445 copie. Il manga venne candidato all'11ª edizione del premio Manga Taishō nel 2018, ottenendo 47 punti e arrivando quarto. Il 10 maggio 2019 ha vinto il premio come miglior manga shōnen alla 43ª edizione del Premio Kodansha per i manga insieme a The Quintessential Quintuplets.